# Drilliola emendata
Drilliola emendata là một loài ốc biển, là động vật thân mềm chân bụng sống ở biển trong họ Borsoniidae.

## Miêu tả
Loài này có vỏ dài 9 mm

## Phân bố
Loài này phân bố ở Địa Trung Hải